# Соболь (заповідне урочище)
Со́боль — заповідне урочище в Україні. Розташоване в межах Вигодської селищної громади Калуського району Івано-Франківської області, на південний захід від села Новий Мізунь.

## Опис
Площа 19 га. Статус заповідного було надано згідно 15 липня 1993 року. Перебуває у віданні ДП «Вигодський лісгосп» (Соболівське лісництво, кв. 19, вид. 16).
Статус надано з метою збереження еталонних буково-смереково-ялицевого насаджень природного походження віком 150 років. Урочище розташоване на висоті бл. 1100 м над р. м.